# Самчук Вікторія Ростиславівна
Вікторія Ростиславівна Самчук (9 січня 1977, Рівне — 29 січня 2017, Рівне) — поетеса, громадська діячка, член ради відокремленого підрозділу Всеукраїнської  громадської організації людей з інвалідністю по зору «Генерація успішної дії» у Рівненській області.

## Життєпис
Народилася 9 січня 1977 року в м. Рівне. У 1993 році закінчила ЗОШ № 26 м. Рівного. В цьому ж році вступила до Рівненського державного інституту культури (РДІК). Закінчила РДІК за фахом бібліотекар-бібліограф. Працювала в Рівненській обласній бібліотеці для юнацтва та у бібліотеці Національного університету водного господарства та природокористування.
У 13 років після смерті мами, внаслідок стресу, захворіла на цукровий діабет, який у 27 років призвів до втрати зору та інвалідності I групи.
У 2000 році була однією з засновників Рівненської обласної асоціації «Діабетик».
У 2002 році народила сина Олеся хоча і лікарі рекомендували перервати вагітність.
В 2005 році після втрати зору вступила до Українського товариства сліпих. Активно брала участь у громадському та творчому життя організації УТОС, відстоювала інтереси осіб з інвалідністю на місцевому та всеукраїнському рівні. У 2006 році познайомилася з майбутнім чоловіком Поліщуком Петром і вони почали жити разом та піклуватися одне про одного.
У 2008 році стала членом Рівненського обласного осередку Всеукраїнської молодіжної організації інвалідів з вадами зору «Генерація успішної дії» (ВМГО «ГУД»). І в цьому ж році очолила комітет з питань культури і мистецтв цієї організації на всеукраїнському рівні. З 2010 року була заступником голови обласного осередку ВМГО «ГУД».
Вікторія була громадською діячкою, членом громадської ради при Рівненському міськвиконкомі старалася допомагати і підтримувати таких людей, як вона сама словом, порадою, бо з 2016 року вже сама не могла ні ходити, ні пересуватися на візку. У липні 2016 року у Вікторії відмовили нирки і її перевели на гемодіаліз, та призначили ІА групу інвалідності, але вона не скорилася хворобі. Здобула стипендію Рівненського міського голови двічі, але другий раз лише місяць отримувала заслужену винагороду. 29 січня 2017 року померла.

## Літературна творчість
В 2007 році видала свою першу поетичну збірку «Каркаде». Друкувалася в літературних альманахахмісцевого та всеукраїнського значення «Наше коло», «Погорина», «Маленький Парнас», поетичних збірниках «Берізка», «Поетичний рушник», «Зорі в темряві» журналах «Отражение», «Інва.Net», «Світло спілкування», а також у періодичній пресі: «Рівненська газета», «Рівне ракурс», «Вільне слово», «Рівне експрес», «Рівне вечірнє», «Льонокомбінат», «Вісті Рівненщини».
Неодноразово перемагала у конкурсах за номінацією «Авторська поезія» як на місцевому, так і на всеукраїнському рівні. Серед них: «Повір у себе», «Барви життя», «Маленький Парнас», «Червона калина», «Поетичний рушник» та інші.
У 2010 році відбувся концерт «Дотик світла» за творами В. Самчук, режисером концерту була сама Вікторія.
Займалася у народно-літературному об'єднанні «Поетарх» ПДМ м. Рівне, брала участь у концертах, приурочених визначним датам та літературним вечорам, які відбувалися в нашому місті та області. Неодноразово брала участь в теле- та радіопередачах на тему соціального захисту прав осіб з інвалідністю, а також творчого напрямку: «Вертикаль» РТБ,, «Таке життя» , «Погорина» РТБ, "Один на один", РТБ; та у понад 100 відеосюжетах новин телеканалів: «Україна», «1+1», «Рівне-1», «Сфера-ТВ», «РТБ», «Ритм», радіопередачах «Турбота про людей», «Соціальний аспект», «Недільня світлиця», «Пряма мова».
У 2012 р. долучилася до проекту Рівненської обласної універсальної бібліотеки «Створення аудіоподкастів на сайті бібліотеки для слабозорих і незрячих людей» (за підтримки гранту голови Рівненської ОДА). Можна послухати вірші поетеси у авторському виконанні.
В 2012 році відбувся творчий вечір поетеси в Рівненській обласній бібліотеці, перший з циклу «Невипадкові зустрічі», який започаткувала бібліотека де будуть відбуватися зустрічі з людьми з особливими потребами, що досягли успіхів у житті.
В жовтні 2014 року в приміщені Національного музею Тараса Шевченка, м. Київ, Вікторія виборола перше місце в номінації «Проза» Всеукраїнського літературного конкурсу серед людей з інвалідністю по зору на кращий поетичний та прозовий твір українською мовою, присвячений 200-річчю від дня народження Тараса Шевченка. Переможців конкурсу нагороджувало почесне журі на чолі з генеральним директор Національного музею Тараса Шевченка, письменником, літературознавцем, лауреатом премії ім. Т. Шевченка Дмитром Стусом.
В 2014 році стала переможницею «Програми підтримки книговидання місцевих авторів та популяризації української книги в місті Рівному», за кошти якої надрукована книжка «Тобі емоції справжні», яка у квітні 2017 року стала переможницею конкурсу «Краща книга Рівненщини — 2017» у номінації «Краща поетична збірка».
У листопаді 2014 році в читальному залі Центральної спеціалізованої бібліотеки для незрячих ім. М. Островського в м. Київ відбулася презентація книжки у трьох форматах: плоскодрукованому, аудіокнижка у форматі мр3 та першої в Україні художньої аудіокнижки, зробленої в DAISY-форматі з повним дотриманням авторських прав «Тобі емоції справжні».
У грудні 2016 року в будинку культури «Цементник» м. Здолбунів відбувся останній творчий вечір поетеси «Тобі емоції справжні».
У 2017 році за "Програми підтримки книговидання місцевих авторів та популяризації української книги в місті Рівному" видана третя книга авторки «Свічі моєї не гасіть». До збірки увійшли вибрані твори з попередніх двох збірок «Каркаде», «Тобі емоції справжні» та твори які не друкувалися.
28 січня у Рівненському театрі ляльок відбувся вечір пам'яті та презентація книги «Свічі моєї не гасіть».